# Welcome to the Heartbreak Hotel
A Welcome to the Heartbreak Hotel C. C. Catch holland-német popénekesnő második stúdióalbuma. Producere Dieter Bohlen volt. Az albumról két kislemez jelent meg.

## Számlista
LP album
Németországi megjelenés (Hansa 208 064) 
1. Heartbreak Hotel – 3:33
2. Picture Blue Eyes – 3:30
3. Tears Won’t Wash Away My Heartache – 4:19
4. V.I.P. (They’re Callin’ Me Tonight) – 3:27
5. You Can’t Run Away From It – 3:12
6. Heaven and Hell – 3:39
7. Hollywood Nights – 3:10
8. Born on the Wind – 3:50
9. Wild Fire – 3:40
10. Stop – Draggin’ My Heart Around – 3:07

## Slágerlista
| Slágerlista 1986 | Legmagasabb helyezés |
| ---------------- | -------------------- |
| Németország      | 28                   |
| Belgium          | 15                   |
| Norvégia         | 21                   |
| Svédország       | 44                   |
| Jugoszlávia      | 14                   |

## Külső hivatkozások
- C. C. Catch hivatalos weboldala
- Megjelenések